# Botany Bay (plantage)
Botany Bay was een koffieplantage aan de Nickerie in het district Nickerie in Suriname. De plantage lag stroomafwaarts naast de plantage Diamond en stroomopwaarts naast Glensander. Botany Bay en Glensander waren samen uitgeven als lot I dat een oppervlakte van 500 akkers had.

## Geschiedenis

### Negentiende eeuw tijdens slavernij
De plantages aan de linkeroever van de Nickerie werden pas omstreeks 1825 aangelegd. Botany Bay was eigendom van William Christie sr. Zoals meerdere eigenaren uit dit gebied kwam hij uit het graafschap Aberdeenshire in Schotland. De plantage is waarschijnlijk vernoemd naar Botany Bay in Australië. Christie was ook eigenaar van de katoenplantage Hope en de koffieplantage Picardië aan de Commewijnerivier in het district Commewijne.
William jr. droeg de plantage in 1837 over aan Hermanus Johannes Braam, eigenaar van de verderop gelegen koffieplantage l’Esperance die echter kort daarop overleed. De plantage werd daarna beheerd door zijn weduwe, die van 1847 tot 1856 ook eigenaresse was van de plantage Mon Trésor aan de Commewije.

### Negentiende eeuw na slavernij
Bij de slavenemancipatie in 1863 werden 29 slaven vrijverklaard. De vergoeding voor deze vrijlating kwam toe aan Mary Reach, als executeur van de boedel van James Reach. Mary was de weduwe van Jan Wijnand. Deze was ook in het bezit van de plantages Waldijk en de katoenplantage Leadshall. Toen de plantage daarna in bezit kwam van S. MacDonald werd overgeschakeld naar de teelt van cacao en banaan.

### Twintigste eeuw
In het begin van de twintigste eeuw was de plantage in bezit van de Chin A Jong en vervolgens J.S. Ho Asjoe. De administratie werd enkele jaren gedaan door James Chin A Paw, die hiervoor directeur van de plantage Nursery was. In de jaren twintig leefde de katoenteelt weer op en onder van Waveren en Spakler werd de plantage, net als Margarethenburg, met katoen beplant. Dit was echter van korte duur want de katoenteelt had last van onregelmatige seizoenen en schade door de “cotton stainer bug” (Dysdercus decussatus). De plantage schakelde daarom weer over op koffie.
In de jaren dertig werd de plantage door het gouvernement opgekocht ten behoeve van de kleine landbouw. In 1950 werden de percelen weer teruggenomen vanwege verwaarlozing door de gebruikers. De laatste keer dat Botany Bay in Surinaamse kranten genoemd werd, was in 1954 toen de film Botany Bay in Theater Bellevue vertoond werd.

## Glensander
De buurplantage Glensander werd alleen als kostgrond gebruikt. De plantage werd aangelegd door James Gordon die ook in bezit was van de daarnaast gelegen plantage Huntly en de katoenplantages Lochaber en Rhynie. De naam Glensander is wellicht afgeleid van Glensanda, dat vlak bij Lochaber in Schotland ligt. Al gauw werd het bezit overgenomen door Rob MacLachan, die later ook eigenaar was van Lochaber. Op al deze plantages was Vincent Abbensetz de directeur. MacLaclan overleed echter al snel en de plantage werd overgenomen door Friederich August Wix, die de plantage Charlottenburg noemde. Dit was een van de weinige Surinaamse plantages die een andere naam kreeg. Wix was een Duitse zendeling die in 1822 uitgezonden was. Wix overleed in 1839 en de plantage werd beheerd door zijn weduwe. Een andere Wix was een belangrijke handelaar in Balata.
De plantage werd daarna een tijd verlaten. Na 1910 werd er enkele jaren weer op kleine schaal cacao geteeld door J.A. Bonapart. De familie Bonapart was waarschijnlijk afkomstig van de plantage Krappahoek.
A la bonne heure · Anna's Zorg · Akkerboom · Alliance · Alkmaar · Andresa · Auka · Andreesgift · Bantaskine · Barbados · Batavia · Beekenhorst · Belladrum · Bellevue · Belwaarde · Beninenburg · Berg en Dal · Bergen op Zoom · Berlijn (Commewijne) · Berlijn (Para) · Bethlehem · Boksweide · Boston · Botany Bay · Boxel · Bronswijk · Brouwerslust · Bruinendaal · Bucklebury · Buitenrust · Burnside · Cadrosspark · Caledonia · Campenburg · Cannewapibo · Catharina Sophia · Clevia  · Cliffort-Kokshoven · Clyde · Concordia · Concordia en een Kwart Lot · Courcabo · De Dageraad · De Goede Vriendschap · De Resolutie · De Vier Hendrikken · Diamond · Dijkveld · Domburg · Dordrecht · Eendragt · Elisabeth's Hoop · Ellen · L'Espérance (Nickerierivier) · L'Espérance (Surinamerivier) · Esthersrust · Fairfield · Fortuin · Flora · Florentia · Frederiksburg · Frederiksdorp · Frederikslust · Geertruidenberg · Geyersvlijt · Glensander · Gloria · Groot Chatillon · Groot Marseille · Guadeloupe · Hague · Hamburg · Hamilton · Hamptoncourt · Hannover · Hazard · Hebron · Hecht en Sterk · Hooyland · Hope · Houttuin · Huntly · Huwelijkszorg · Inverness · Jagtlust · Jodensavanne · Johan & Margaretha · Johanna Catharina · Johanna Maria · Johannesburg · John · Katwijk · Kent · Kerkshoven · Killenstein · Klein Bellevue · Kleinhoop · Krappahoek · Kroonenburg · Kwatta · La Jalousie · La Prosperité · La Rencontre · La Ressource (Saramacca) · La Ressource (Surinamerivier) · La Singularité · Laarwijk · Leasowes · Leliëndaal · Leonsberg · Livorno · Longmay · Lunenburg · Lust en Rust · Lustrijk · Maasstroom · Margarethenburg · Maria Petronella · Mariënbosch · Mariënburg · Margaretha's Gift · Mary's Hope · Meerzorg · Merveille · Moed en Kommer · Mon Bijou · Mon Souci · Mon Trésor · Monnikendam · Mopentibo · Morgenster · Moy · Nieuw Mocha · Nieuwzorg · Nieuwe Aanleg · De Nieuwe Grond · Nijd en Spijt · Novar · Nursery · Nut en Schadelijk · Onoribo · Onverwacht · Oranibo · Ornamibo · Overbrug · Overtoom 
· Oxford · Palestina · Paradise · Persévérance · Petersburg · Picardië · Peperpot · Pieterszorg · Plaisance · Poelwijk · Potosie · Purmerend · Reijnsdorp · Reijnsfort · Rijnberk · Roosenburg · Rorac · Rust en Werk · Rustenburg · Saltzhalen · Sans Souci · Saphir · Sarah · Sardam · Schaapstede · Schoonoord · Sinabo en Gelre · Sint Barbara · Sint Eustatius · Slootwijk · Sorgvliet · Spieringshoek · Standvastigheid · Suidwijn · Suzanna's Daal · Toevlugt (Surinamerivier) · Tout Lui Faut · Toledo · Totness · Tyronne · 't Vertrouwen · Victoria · Vierkinderen · Visserszorg · Voorburg · Voorzorg (Saramacca) · Vossenburg · Vredenburg · Vriendsbeleid en Ouderzorg · Vreeland · Waltonhall · Waldijk · Waterloo · Wederzorg · Welbedacht · Welgelegen (Commewijne) · Welgelegen (Coronie) · Welgevallen · Weltevreden · Wolffs Capoerica · Wolfenbüttel · 't Ylant · Zoelen · Zorg en Hoop (hout) · Zorg en Hoop (indigo) · Zorg en Hoop (katoen) · Zorg en Hoop (suiker)